# A. N. R. Robinson
Arthur Napoleon Raymond Robinson (16 tháng 12 năm 1926 – 9 tháng 4 năm 2014; được gọi là ANR hoặc "Ray" Robinson), là Tổng thống thứ ba của Trinidad và Tobago, phục vụ từ 19 tháng 3 năm 1997 đến 17 tháng 3 năm 2003. Ông cũng là Thủ tướng thứ ba của Trinidad và Tobago, phục vụ trong khả năng đó từ 18 tháng 12 năm 1986 đến 17 tháng 12 năm 1991. Ông được quốc tế công nhận về đề xuất của mình mà cuối cùng đã dẫn đến việc thành lập Tòa án Hình sự Quốc tế.
Robinson là chính trị gia tích cực đầu tiên được bầu vào Tổng thống, và là ứng cử viên tổng thống đầu tiên không được bầu không ủng hộ (Phong trào Dân tộc Đối lập (PNM) đã đề cử Công lý Anthony Lucky làm ứng cử viên cho chức Tổng thống). Tổng thống Robinson đã gây ra tranh cãi trong nhiệm kỳ của ông khi ông từ chối bổ nhiệm một số Thượng nghị sĩ do Thủ tướng Basdeo Panday đề nghị sau cuộc bầu cử năm 2000 và năm 2001 khi ông bổ nhiệm Thủ lĩnh phe đối lập Patrick Manning vào vị trí Thủ tướng sau cuộc bầu cử có kết quả hòa.